# 맥머도 드라이 밸리

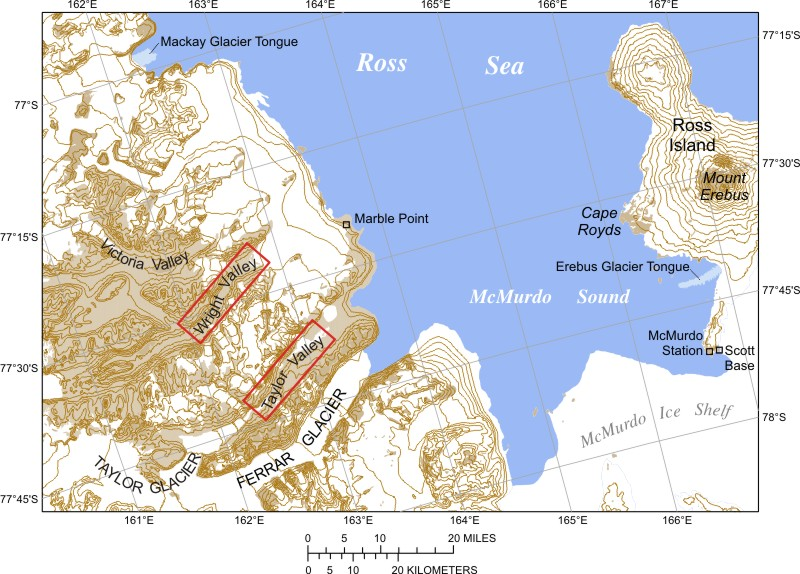
맥머도 드라이 밸리

맥머도 드라이 밸리(McMurdo Dry Valleys)는 남극 로스해의 맥머도 만 서쪽의 빅토리아 랜드에 있는 일련의 빙하 계곡이다. 극단적으로 습도가 낮고 눈과 얼음을 볼 수 없는 지역이다.